# صفيراء سومطرية
صفيراء سومطرية (الاسم العلمي:Sophora sumatrana) هي نوع نباتي يتبع جنس الصفيراء من فصيلة البقولية. سمي هذا النوع نسبةً إلى جزيرة سومطرة في إندونيسيا.	